# Zosin (Horodło)

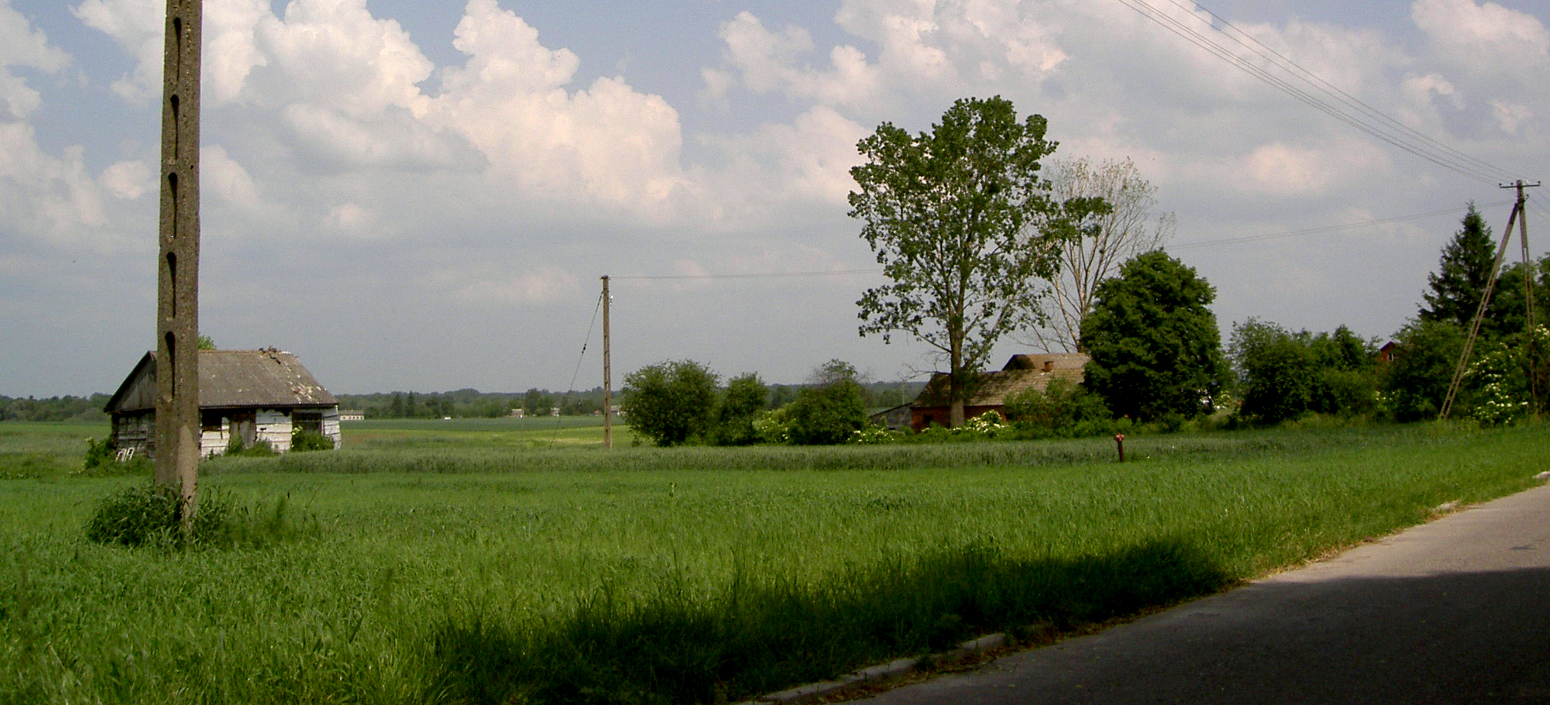
Dorfansicht

Zosin ist ein polnisches Dorf mit 229 Einwohnern (2008), gelegen in der Woiwodschaft Lublin im Powiat Hrubieszowski in der Gmina Horodło am Fluss Bug.
Auf dem Gelände des Dorfes befindet sich der östlichste Punkt Polens an der Grenze zur Ukraine, die hier vom Bug gebildet wird. Über ihn führt eine Brücke mit dem Grenzübergang Zosin–Ustyluh in die Ukraine.
In den Jahren 1975–1998 gehörte der Ort administrativ zur Woiwodschaft Zamość.